# ZBTB40
ZBTB40‏ (Zinc finger and BTB domain containing 40) هوَ بروتين يُشَفر بواسطة جين ZBTB40 في الإنسان.